# Hestiasula hoffmanni
Hestiasula hoffmanni es una especie de mantis de la familia Hymenopodidae.

## Distribución geográfica
Se encuentra en la isla de Hainan.